# Röhm GmbH
Röhm GmbH —
Röhm Gesellschaft, часто называемый RG , — немецкий бренд огнестрельного оружия и соответствующего стрелкового оборудования. RG развивался как диверсификация Röhm GmbH в 1950-х годах. После 1968 года RG Industries была основана как американское подразделение в Майами и работала до 1986 года. В 2010 году бренд RG был приобретен Umarex GmbH & Co. KG. Пистолет Röhm RG-14 , использованный при покушении на тогдашнего президента США Рональда Рейгана, в 1981 году упоминался как «спецвыпуск субботнего вечера», дешёвое огнестрельное оружие, воспринимаемое как низкокачественное, которое, как считалось в то время, пользовалось популярностью у преступников.

## История
Röhm RG-14 , использовавшийся при покушении на Рональда Рейгана в 1981 году. Экспонируется в закрытом музее Секретных служб США, 2022 год
В начале 1950-х годов компания Röhm GmbH из Зонтхайма/Бренца, которая традиционно занималась производством патронных инструментов, диверсифицировала свою линейку продукции и начала производить газовые сигнальные пистолеты, сигнальные пистолеты, стартовые пистолеты и пистолеты. Линейка огнестрельного оружия компании Röhm в первую очередь выпускалась под торговой маркой RG. После введения ограничений на импорт пистолетов, наложенных Законом о контроле за оружием 1968 года, в 1970-х годах компания RG основала завод в Майами под названием RG Industries . Завод в Майами выпускал револьверы, автоматические пистолеты и дерринджеры калибров .22 LR , .25 ACP , .32 S&W и .38 Special. Завод в Майами прекратил свою деятельность в 1986 году.
В 2010 году компания Röhm GmbH продала свой бизнес по производству огнестрельного оружия компании Umarex из Арнсберга.

## Судебные разбирательства в Соединённых Штатах
Полицейский департамента столичной полиции округа Колумбия Томас Делаханти был застрелен Джоном Хинкли-младшим из револьвера Röhm во время его неудавшегося покушения на президента Рональда Рейгана в 1981 году. Позже Делаханти подал в суд на Röhm, утверждая, что небольшие недорогие пистолеты не служат никакой цели, кроме как для совершения преступлений, и, таким образом, компания должна нести ответственность. Иск был впоследствии отклонен Апелляционным судом округа Колумбия в иске, который послужил прецедентным правом для других подобных дел об ответственности за качество продукции.
В 1985 году было подано исковое заявление по делу Келли против RG Industries в связи со стрельбой в 1982 году, в ходе которой Олен Дж. Келли, продавец продуктового магазина, был застрелен в грудь из огнестрельного оружия RG.

## Огнестрельное оружие, произведенное Röhm
- Стартовые пистолеты
- Стартовые пистолеты для стрельбы холостыми патронами Флобера калибра 6 мм

- РГ-2с
- РГ-3с
- Дерринджеры
- РГ-15
- РГ-16
- РГ-17

- Револьверы

- Револьвер Röhm .22 Short, хранящийся в записях комитета Сената США по делам несовершеннолетних.
- РГ-7
- РГ-10
- РГ-14
- РГ-23
- РГ-30
- РГ-31
- РГ-35
- РГ-38
- РГ-39
- РГ-40
- РГ-57
- РГ-63
- РГ-66

Пистолет Röhm RG-88 для стрельбы холостыми патронами
Полуавтоматические пистолеты
- РГ-25
- РГ-26
- РГ-42

Пистолеты для стрельбы холостыми патронами
- РГ-46
- РГ-88
- РГ-96